# Hildegard Sennlaub
Hildegard Horie Sennlaub (* 22. November 1934 in Büren, Westfalen) ist eine deutsche Schriftstellerin, Musikpädagogin, Kinderbuchautorin und Rundfunkjournalistin.

## Leben und Wirken
Hildegard Sennlaub ist in Westdeutschland aufgewachsen, wo sie bis ins Erwachsenenalter gelebt und gewirkt hat. Sie bearbeitete zahlreiche biblische Stoffe für den Hörfunk. Rund um die Familie, gelingende Beziehungen und den christlichen Glauben drehen sich auch ihre Buchveröffentlichungen, zu denen Kinder-, Jugend-, Seelsorge- und Gebetbücher gehören.

## Privates
Sennlaub ist verheiratet mit dem japanischen Psychiater Michiaki Horie (* 1941), sie haben zwei erwachsene Kinder. Sie lebt in Emard Terrace Sidney in British Columbia in Kanada.

## Werke (Auswahl)
Hildegard Horie Sennlaub hat über 200 Hörfunkbeiträge und Publikationen produziert, anfänglich unter ihrem ursprünglichen Namen Hildegard Sennlaub. Die meisten ihrer späteren Veröffentlichungen erschienen zusammen mit ihrem Mann unter dem Namen Hildegard Horie. Einige Titel wurden auch ins Englische und Chinesische übersetzt, die ihres Mannes zusätzlich ins Dänische und Holländische.
- Auf der Suche nach dem verlorenen Vater. Über die Wiedergewinnung des Vaterbildes. R. Brockhaus Verlag, Wuppertal, 2. Aufl. ISBN 3-417-12419-0
- Befreiung aus dem Labyrinth - Trauma und Traumabewältigung. R. Brockhaus, Wuppertal 1997. ISBN 3-417-11110-2
- Das verlorene Ich. Vom Minderwertigkeitsgefühl zur Selbstfindung. Esras.net, Niederbüren, 10. Aufl., 2017. ISBN 978-3-905899-85-6)
- Das Wunschtuch und andere Geschichten. R. Brockhaus, Wuppertal 1996. ISBN 3-417-23535-9
- David - der Geliebte. Hänssler Verlag, Neuhausen-Stuttgart, 1993. ISBN 3-7751-2003-3
- Denn Götter weinen nicht : Amy Carmichael und ihre Tempelkinder. Esras.net, Niederbüren, 2. Aufl., 2017. ISBN 978-3-905899-92-4
- Depression - Wege aus dem Dunkel : eine medizinisch-seelsorgliche Studie. R. Brockhaus, Wuppertal 1993. ISBN 978-3-417-20489-6
- Der geheime Raum - Corrie ten Boom und ihre Zuflucht. Esras.net, Niederbüren, 4. Aufl. 2017. ISBN 978-3-9058-9997-9
- Die hohe Schule der Selbstfindung. R. Brockhaus, Wuppertal 2000. ISBN 3-417-11143-9
- Die Reise ins Abenteuer - William Booth und seine »Heilsarmee«. Esras.net, Niederbüren, 4. Aufl. 2017. ISBN 978-3-905899-84-9
- Du + ich = wir : vom Miteinander in der Ehe. Hänssler, Holzgerlingen 2002. ISBN 978-3-7751-8107-5
- Einübung ins Vertrauen - Schritte zu einer positiven Lebenshaltung. Esras.net, Niederbüren, 6. Aufl. 2018. ISBN 978-3-03890-014-6
- Familie als System - kleine Hilfe für Eltern und Kinder. R. Brockhaus, Wuppertal 1994 ISBN 3-417-20505-0
- Frau Wemeier (ohne h) oder der Zug der Wildgänse. Hänssler, Holzgerlingen 1999. ISBN 978-3-7751-3358-6
- Gesichter der Sucht : Hintergründe und Hilfen. R. Brockhaus/Blaukreuz-Verlag, Wuppertal 1994. ISBN 978-3-417-11039-5
- Gute Nacht - Geschichten für kleine und grosse Leute. Oncken, Wuppertal/Kassel 1992. ISBN 3-7893-1543-5
- Leben, das vor uns liegt : Gedanken über das Älterwerden. R. Brockhaus, Wuppertal 1993. ISBN 978-3-417-20496-4
- Lieber Doktor H. : Fragen an den Therapeuten. R. Brockhaus, Wuppertal 1992. ISBN 978-3-417-20474-2
- Mit der Seele per du. R. Brockhaus, Wuppertal 1987. ISBN 3-417-123917 (Erweiterte und bearbeitete Ausgabe von Resignieren oder Hoffen)
- Paulus - Das Geheimnis seiner Kraft. Esras.net, Niederbüren, 3. Aufl. 2017. ISBN 978-3-03890-002-3
- Petrus - Die Geschichte eines Fischers. Hänssler, Neuhausen-Stuttgart, 1997. ISBN 3-7751-2718-6
- Stärker als tausend Wasserbüffel - Das Geheimnis der Gladys Aylward. Esras.net, Niederbüren, 8. Aufl. 2017. ISBN 978-3-03890-003-0
- Stufen der Befreiung - Scheitern und Neubeginn. Esras.net, Niederbüren, 4. leicht bearbeitete Aufl. 2018. ISBN 978-3-03890-013-9
- Tsega oder die Sehnsucht der Gefangenen. Hänssler, Holzgerlingen 1999. ISBN 3-7751-3283-X
- Umgang mit der Angst. Esras.net, Niederbüren, 10. erweiterte Aufl. 2017. ISBN 978-3-03890-004-7
- Und der Wind sagt: Komm! R. Brockhaus, Wuppertal 1988. ISBN 3-417-23225-2
- Verliebt - und dann?. R. Brockhaus, Wuppertal 1991. ISBN 3-417-20472-0
- Verstehen und verstanden werden : die Kunst der Kommunikation. R. Brockhaus, Wuppertal 1998. ISBN 978-3-417-20416-2
- Vom Reden und Schweigen. R. Brockhaus, Wuppertal 3. Aufl. 1990. ISBN 978-3-417-20416-2
- Von der Kunst zu reifen. Hänssler, Holzgerlingen 2002. ISBN 9783775191821
- Wenn Gedanken Mächte werden. R. Brockhaus, Wuppertal, 5. Aufl. 1999. ISBN 3-417-20549-2
- Wenn Vorbilder trügen - Abhängigkeiten als Mitgestalter unseres Lebens. R. Brockhaus, Wuppertal 1992. ISBN 3-417-11003-3